# Национальный госпиталь (Тхимпху)
Национальный госпиталь (полностью англ. Jigme Dorji Wangchuck National Referral Hospital) — главная больница Бутана, расположенная в столице Тхимпху. С момента своего основания в 1972 году он предоставлял бесплатную медицинскую помощь гражданам всей страны. В госпитале проводят диагностику здоровья пациентов, для этого было закуплено лучшее оборудование, в том числе аппарат компьютерной томографии и МРТ. Госпиталь имеет большую медицинскую библиотеку, которая содержит многие современные учебники.
Национальный госпиталь является одним из пяти медицинских центров Тхимпху.

## Вопросы здравоохранения
В 1991 году самыми распространёнными болезнями в Бутане были инфекции дыхательных путей, диарея, кожные заболевания, глисты, малярия, конъюнктивит, язва, воспаление среднего уха, заболевания зубов и дёсен, инфекции мочевых путей и почек, детские заболевания, ЗППП и гинекологические заболевания.
В госпитале принимают до 3 000 родов в год. Тем не менее, в связи с изношенностью оборудования и увеличением рождаемости, трудно поддерживать надлежащий контроль, что привело к увеличению необоснованных операций кесаревого сечения и, в редких случаях, мертворождения. В последнее время, благодаря помощи со стороны правительства Японии, удалось получить новое оборудование для неонатологии.
В последние годы одной из основных причин смертности были заболевания печени связанные с алкоголем. По статистике Министерства здравоохранения только в 2007 году по этой причине в Национальном госпитале умерли 98 из 1471 пациентов. В 2008 году уровень смертности был, примерно, на том же уровне, но применение современных лекарств помогает уменьшить количество смертей.
От четырёх до десяти женщин из всех слоёв общества ежедневно попадают в госпиталь в результате домашней жестокости. Основными причинами являются ревность, интоксикация и финансовые проблемы.
В октябре 2008 года в больнице был зафиксирован первый случай заболевания лихорадкой денге, которую зафиксировали у 63-летней женщины. Женщина была госпитализирована 2 сентября с повышенной температурой и болью в конечностях.

## Реорганизация
В конце 1990-х годов при содействии со стороны правительства Индии было проведено обновление больницы, количество койко-мест было увеличено до 175. В последующем существующая структура оказалась слишком слабой для дальнейшего развития. Поэтому было предложено построить новый 350-местный госпиталь. Этот проект сначала планировали завершить к концу 2007 года, но в связи с малым штатом сотрудников и всё увеличивающимся количеством больных, в том числе рожениц, сдачу нового здания отложили. Финансирование этого проекта частично производила Япония.